# Philippe de Milly
Philippe de Milly, conosciuto anche col nome di Philippe de Nablus (1120 circa – 3 aprile 1171), è stato un cavaliere medievale francese, Gran Maestro dell'Ordine dei Templari.

## Biografia
Philip era figlio di Guy de Milly, un cavaliere originario della Piccardia che aveva partecipato alla Prima Crociata, e di Stephanie delle Fiandre. Guy e Stephanie ebbero tre figli, tutti nati in Terra santa, dei quali Philippe era probabilmente il maggiore. Egli viene menzionato per la prima volta come figlio di Guy nel 1138, quando divenne vassallo del Re di Gerusalemme, nel 1144 o nel 1142. In questo periodo sposò anche Isabella.
Come Signore di Nablus, Philippe divenne uno dei baroni più influenti del Regno di Gerusalemme. Nel 1144, la Regina Melisenda lo inviò a prendere parte all'assedio di Edessa, ma egli giunse sul campo di battaglia dopo che la città era già caduta. Nel 1148, con la proclamazione della Seconda Crociata, Philippe partecipò al concilio radunato ad Acri, dove egli e molti altri baroni nativi della Terrasanta discussero della spinosa questione circa un possibile Assedio di Damasco.
Assieme alla potente famiglia degli Ibelin, con la quale anche la sua sorellastra Helvis era imparentata, Philippe divenne un sostenitore di Melisende nel corso del conflitto originatosi col di lei figlio Baldovino III. Nella divisione del regno, nel 1151, Melisende ottenne il controllo della regione a sud, inclusa Nablus. Malgrado questi contratti, Philippe rimase fedele anche a Baldovino, partecipando all'Assedio di Ascalona, promosso dal Re nel 1153 ed alla riconquista di Banyas nel 1157.
Nel luglio del 1161, con la morte di Melisende, Philippe scambiò la Signoria di Nablus con Baldovino III, il quale gli concesse la Signoria di Oltregiordano. Questo permise a Baldovino di riottenere il controllo nella parte a sud del regno, dal momento che la madre non era ora in grado di opporsi al suo potere; Baldovino, ad ogni modo, stava anche cercando di rafforzare la Cisgiordania con un potente e leale vassallo. Baldovino morì nel 1163 e venne succeduto dal fratello Amalrico, che era amico di Philippe e strenuo sostenitore di Melisenda durante la sua guerra familiare, nel 1151.
La vita personale di Philippe è da sempre un grande mistero, ma si sa che poco tempo dopo essere divenuto Signore di Cisgiordania, egli compì un pellegrinaggio al monastero di Santa Caterina sul Monte Sinai. Con la moglie Isabella ebbe un figlio, Ranieri (che premorì al padre), e due figlie, Helena e Stephanie. Isabella morì probabilmente nel 1166, il che spinse probabilmente Philippe ad entrare nei Cavalieri Templari. Le sue terre vennero ereditate dalla figlia maggiore, Helena, moglie di Gualtiero III di Brisebarre, Signore di Beirut, e (dopo la di lei morte nel 1168) dalla loro figlia, Beatrice di Brisebarre.
Philippe aderì all'invasione dell'Egitto promossa da Amalrico nel 1167. La famiglia Ibelin successivamente riprese in considerazione un fatto accaduto durante l'assedio di Bilbeis, nel quale Philippe aveva salvato la figlia di Ugo di Ibelin, che aveva rotto le proprie gambe cadendo in una buca da cavallo, anche se la veridicità di questa storia è oggi messa in discussione. Tutti i templari si rifiutarono di aderire alla proposta di Amalrico, e il Re li accusò del fallimento dell'impresa. Alla morte del Gran Maestro Bertrand de Blanchefort nel gennaio del 1169, Amalrico fece pressione sull'Ordine affinché Philippe venisse eletto al suo posto, cosa che avvenne nell'agosto di quell'anno. Non si sa molto sul periodo di magistero di Phipille, anche se si sa che egli si preoccupò della difesa di Gaza quando Saladino, che aveva ottenuto il controllo dell'Egitto nel 1169, attaccò la città nel 1170.
Per ragioni sconosciute, si dimise dalla carica di Gran Maestro nel 1171, e venne succeduto da Odo de St Amand. Philippe accompagnò Amalrico a Costantinopoli come ambasciatore presso l'Imperatore bizantino di modo da instaurare buone relazioni con lui dopo il fallimento dell'invasione egiziana. Egli morì probabilmente il 3 aprile di quell'anno, prima di raggiungere Costantinopoli.